# Alexandre Guy Pingré
Alexandre Guy Pingré (født 4. september 1711 i Paris, død 1. maj 1796 sammesteds) var en fransk astronom og bibliotekar.
Pingré var fra 1746 astronom ved Akademiet i Rouen og blev 1753 bibliotekar ved Sainte-Geneviève i Paris samt direktør for observatoriet sammesteds. I 1750 blev Pingré medlem af Akademiet i Paris. Af hans talrige skrifter kan nævnes: État du ciel pour l'an 1754 (den første nautiske almanak; han udgav den også for 1755, 1756 og 1757), Cométographie ou Traité historique et théorique des cométes (2 bind, 1783—84), Annales célestes du 17. siècle (trykningen påbegyndt 1791, men afbrudt ved Pingrés død; udgivet 1901 ved Guillaume Bigourdan af det franske Akademi). Pingrés talrige observationer er publicerede i Akademiets memoirer 1753—87.